# Liyabé Kpatoumbi
Liyabé Kpatoumbi (Atakpamé, 25 maggio 1986) è un calciatore togolese, attaccante dell'ASKO Kara.

## Carriera

### Club
Ha sempre giocato nel campionato togolese.

### Nazionale
Ha esordito con la Nazionale togolese nel 2009.